# 4 de julho na Universíada de Verão de 2009
O dia 4 de julho de 2009 foi o quinto dia de competições da Universíada de Verão de 2009. Foram disputadas dez modalidades e dez finais. Iniciaram-se as competições de saltos ornamentais.

## Modalidades
| - Basquetebol - Esgrima - Futebol - Ginástica artística | - Polo aquático - Saltos ornamentais - Taekwondo | - Tênis - Tênis de mesa - Voleibol |

## Campeões do dia
Esses foram os "campeões" (medalhistas de ouro) do dia:
| Medalhas de Ouro    | Medalhas de Ouro            | Medalhas de Ouro | Medalhas de Ouro                              | Medalhas de Ouro | Medalhas de Ouro |
| Modalidades         | Evento                      | País             | Atleta(s)                                     | Recorde          | Ref.             |
| ------------------- | --------------------------- | ---------------- | --------------------------------------------- | ---------------- | ---------------- |
| Esgrima             | Espada individual masculino | Coreia do Sul    | Son Young Ki                                  | —                |                  |
| Esgrima             | Sabre individual feminino   | Coreia do Sul    | Kim Hye Lim                                   | —                |                  |
| Ginástica artística | Individual geral masculino  | Japão            | Yosuke Hoshi                                  | —                |                  |
| Ginástica artística | Individual geral feminino   | China            | Jiang Yuyuan                                  | —                |                  |
| Saltos ornamentais  | 3m sincronizado masculino   | China            | Wu Minghong Zhang Sen Wang Zihao Li Mengqiang | —                |                  |
| Saltos ornamentais  | 1m individual feminino      | China            | Dong Jun                                      | —                |                  |
| Taekwondo           | Masculino até 58 kg         | Coreia do Sul    | Moon Kilsang                                  | —                |                  |
| Taekwondo           | Masculino até 78 kg         | Irão             | Kahangi Rouhollah Talebi                      | —                |                  |
| Taekwondo           | Feminino até 51 kg          | Suíça            | Manuela Bezzola                               | —                |                  |
| Taekwondo           | Feminino até 67 kg          | Cazaquistão      | Gulnafis Aitmukhambefova                      | —                |                  |

## Líderes do quadro de medalhas ao final do dia
| Ordem | País              | Medalha de ouro | Medalha de prata | Medalha de bronze |    |
| ----- | ----------------- | --------------- | ---------------- | ----------------- | -- |
| 1     | KOR Coreia do Sul | 9               | 2                | 4                 | 15 |
| 2     | CHN China         | 5               | 7                | 5                 | 17 |
| 3     | JPN Japão         | 2               |                  | 2                 | 4  |
| 4     | ESP Espanha       | 2               |                  | 1                 | 3  |
|       | SUI Suíça         | 2               |                  | 1                 | 3  |